# Dénudation veineuse
 (février 2024).
La dénudation veineuse est une technique d'abord vasculaire d'urgence dans laquelle une veine est exposée chirurgicalement puis cathétérisée sous le contrôle direct de la vue. Elle permet d'obtenir l'accès à une veine dans des circonstances où l'utilisation d'un cathéter veineux périphérique est difficile ou impossible, par exemple dans certains cas sévères de traumatisme ou de choc hypovolémique. C'est le plus souvent la veine grande saphène qui est utilisée. Cette technique ancienne est tombée en désuétude depuis la mise au point d'alternatives plus sûres telles que la voie intraosseuse et les différents progrès de l'abord veineux central : technique de Seldinger originale et modifiée,,, repérage et guidage échographique pour sécuriser la ponction des gros troncs veineux,,.

## Procédure
Il s'agit d'une petite intervention chirurgicale. La préparation inclut une anesthésie locale, une asepsie cutanée et la mise en place d'un champ opératoire stérile. La veine d'intérêt est localisée à l'aide de repères anatomiques : par exemple, la veine grande saphène peut être abordée à son extrémité distale à un travers de doigt en avant de la malléole interne. Une incision cutanée transversale est pratiquée à ce niveau et la veine est libérée des tissus sous-cutanés environnants sur une longueur de 2 cm. L'extrémité distale de ce segment est ligaturée, l'extrémité proximale est ouverte au bistouri (vénotomie) et délicatement dilatée, puis le cathéter est introduit par la vénotomie et maintenu en place par une deuxième ligature plus proximale qui le prend en même temps que la veine. On connecte ensuite une ligne de perfusion préalablement purgée, puis on vérifie le bon fonctionnement de l'ensemble en injectant du liquide (débit maximal, absence de gonflement ou d'extravasation de liquide) et en faisant un test de retour (poche de perfusion placée sous le point de ponction, le sang veineux doit refluer dans la tubulure). Il ne reste plus qu'à fermer la peau et à réaliser le pansement.

## Complications
Les complications de la dénudation veineuse comprennent l'infection dermohypodermique locale (cellulite),  l'hématome, la phlébite, la perforation de la paroi postérieure de la veine, la thrombose veineuse et la plaie nerveuse et artérielle. Dans le cas particulier de l'abord saphène, cette procédure peut entraîner des lésions du nerf saphène en raison de son trajet intime avec la grande veine homonyme, entraînant une perte de sensation cutanée à la partie médiale de la jambe. Au fil des années, la procédure de dénudation veineuse est devenue obsolète en raison de l'introduction et des développements préhospitaliers récents de la voie intra-osseuse chez les patients traumatisés et/ou en choc hypovolémique. La voie veineuse centrale est une alternative qui présente ses propres avantages et complications.